# Максиміліан фон Габленц
Барон Максиміліан Антон Генріх фон Габленц (нім. Maximilian Anton Heinrich Freiherr von Gablenz; 26 липня 1881, Зост, Вестфалія — 7 травня 1945, Фокшани, Румунія) — німецький офіцер, оберст вермахту (1 липня 1942). Кавалер Німецького хреста в сріблі.

## Біографія
Учасник Першої світової війни.
Під час Другої світової війни займав наступні посади:
- Командир 406-го піхотного полку.
- Командувач тиловими частинами 10-ї армії.
- Командувач військового округу 23/1011.

## Нагороди
- Залізний хрест 2-го і 1-го класу

```
*
Нагрудний знак «За поранення»
 в чорному
```

- Почесний хрест ветерана війни з мечами
- Медаль «За вислугу років у Вермахті» 4-го класу (4 роки)
- Хрест Воєнних заслуг  2-го і 1-го класу з мечами
- Застібка до Залізного хреста 2-го і 1-го класу
- Медаль «За зимову кампанію на Сході 1941/42»
- Штурмовий піхотний знак в сріблі (22 жовтня 1942)
- Німецький хрест в сріблі (22 вересня 1944)